# Burg Hasegg
El castillo de Hasegg (en alemán: Burg Hasegg) es un castillo y casa de moneda en Hall in Tirol, Austria.
La construcción data de aproximadamente 1300, cuando Hall estaba convirtiéndose en el centro del comercio tiroles con sus minas de sal. El edificio era originalmente una estructura defensiva para proteger las minas de sal, la industria de construcción de navíos fluviales y el cruce de caminos donde la antigua carretera romana cruzaba el río Eno. La casa de moneda fue establecida posteriormente por Segismundo, archiduque de Austria, en 1477. La primera moneda de plata fue acuñada en 1486: el Guldengroschen. 
Bajo el archiduque Fernando II, la antigua casa de moneda del castillo de Sparberegg fue trasladada a Hasegg en 1567 y Hall experimentó una etapa de esplendor. La plata de la cercana mina de Schwaz permitió facilitar los intercambios comerciales en una época en que el déficit comercial europeo hacía complicado el acceso al oro y fue uno de los pilares del poder Habsburgo. Además, durante esa época se desarrolló la primera fábrica de moneda alimentada mediante un molino hidráulico que permitía automatizar la producción.
La expansión europea de la dinastía Habsburgo facilitó la expansión de este nuevo sistema basado en el uso de plata y fábricas mecánicas a otros países. Así, Burg Hasegg tuvo una importante contribución a la fundación de diversas casas de moneda como la Real Casa de la Moneda de Segovia. Entre 1748 y 1768, el castillo se hizo famoso por su acuñación de táleros de plata, llegando a producir más de 17 millones de unidades.  El tálero, una moneda de plata que se utilizó en todas partes durante casi cuatrocientos años, es el origen de varias monedas como el "dólar", el yen,  o el "tólar". 
La casa de moneda dejó de funcionar en 1806 debido a la ocupación bávara durante las guerras napoleónicas y la creciente escasez de plata local.
La casa de moneda de  Hasegg es hoy en día un museo abierto al público general. Se realizan exhibiciones de acuñación según técnicas históricas y se puede visitar la fortaleza gótica original, con su icónica torre cerrada por un techo de cobre.